# Tricentrus robustus
Tricentrus robustus är en insektsart som beskrevs av William D. Funkhouser. Tricentrus robustus ingår i släktet Tricentrus och familjen hornstritar. Inga underarter finns listade i Catalogue of Life.